# Elio Serrano
Elio José Serrano Carpio (Santa Lucía del Tuy, estado Miranda, Venezuela, 20 de abril de 1963) es un político venezolano de larga trayectoria en el estado Miranda.

## Biografía
Es un político oriundo de los Valles del Tuy, estado Miranda, con 29 años en cargos de elección popular. Es ingeniero electricista.
Entre 1995 y 2000 se desempeñó como concejal por el Movimiento al Socialismo (MAS) en el Municipio Paz Castillo de los Valles del Tuy y fue alcalde de esta localidad en dos ocasiones, desde 2000 hasta 2008.
El 13 de mayo de 2009 fue designado viceministro de Gestión para Planificación de Infraestructura, del Ministerio del Poder Popular para las Obras Públicas y Vivienda, según la Gaceta Oficial 39177.
Año y medio más tarde, en diciembre de 2010, fue electo diputado a la Asamblea Nacional (AN) por el Circuito 7 de Miranda -municipios Municipio Paz Castillo e Municipio Independencia a través de la tarjeta del Partido Socialista Unido de Venezuela (PSUV).
En el Parlamento nacional formó parte de la Comisión Permanente de Administración y Servicios. Como diputado fue reelecto para los periodos 2016-2021 y 2021-2026.